# نماد کارخانه

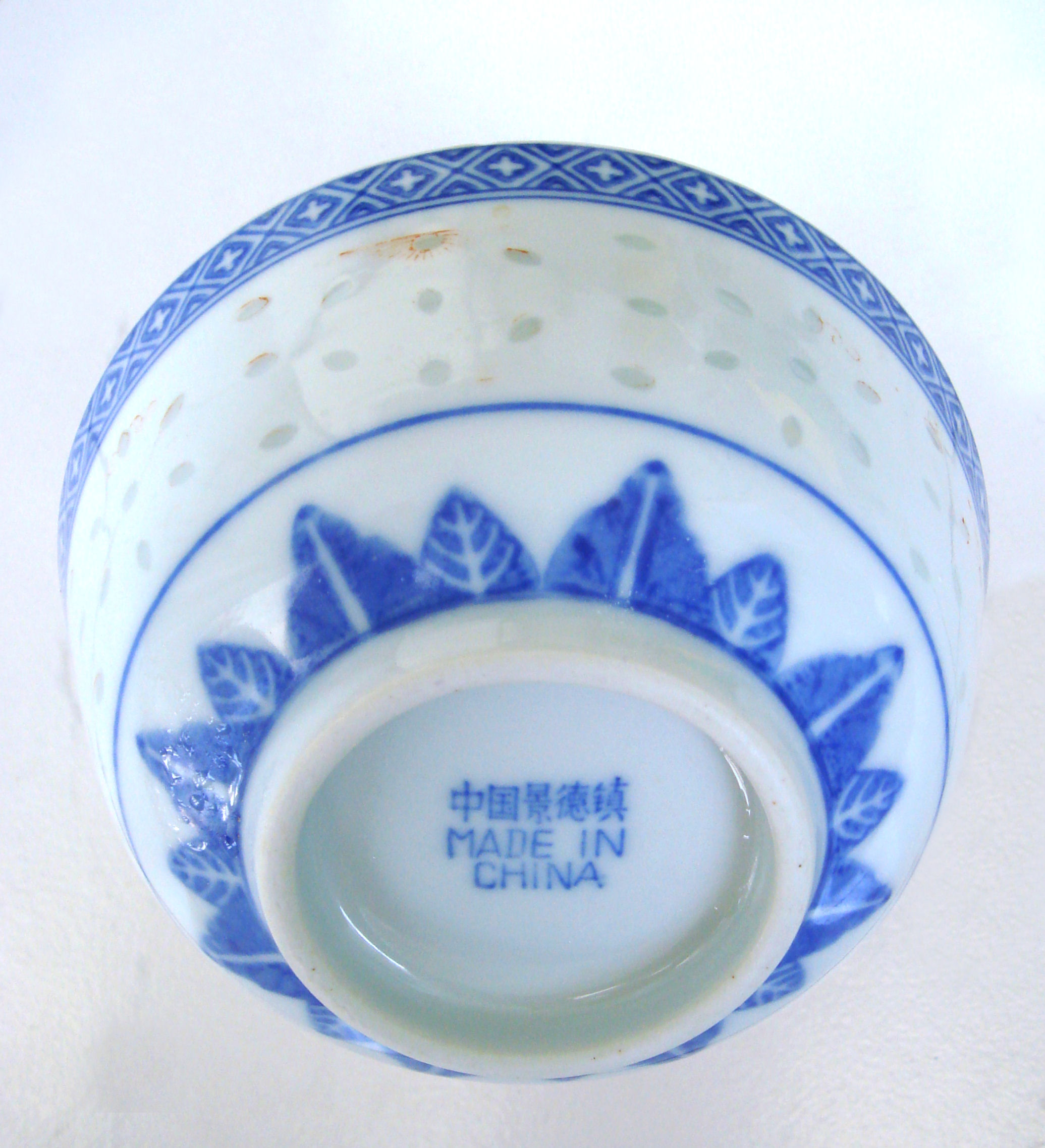
ظروف Jingdezhen سدهٔ بیستم، با نماد کارخانه:中国景德镇("China Jingdezhen") و MADE IN CHINA به زبان انگلیسی

نماد کارخانه نمادی است که توسط تولیدکنندگان بر روی محصولات خود به منظور احراز هویت آنها نصب می‌شود. نمادهای کارخانه‌ای متعددی در طول اعصار شناخته شده‌اند و در تعیین خاستگاه یا قدمت تولیدات ضروری هستند.